# Camponotus prosseri
Camponotus prosseri é uma espécie de inseto do gênero Camponotus, pertencente à família Formicidae.